# Епізоди (телесеріал)
Серії (англ. Episodes) – це британсько-американський телевізійний ситком, заснований Девідом Крейном та Джефрі Кларіком. Прем'єра відбулась 9 січня 2011 року на каналі Showtime у США та 10 січня 2011 року на BBC Two у Великій Британії. У шоу йдеться про подружню пару британців, що пишуть комедійні сценарії, які їдуть до Голлівуду, аби зробити римейк їхнього успішного британського серіалу, з непередбачуваними результатами. У серіалі грає Метт Леблан, який до того працював з Девідом Крейном у серіалі Друзі, де Крейн був співавтором.
У липні 2015 року повідомили, що Showtime продовжуватимуть Серії дев'ятисерійним п'ятим сезоном, робота над яким розпочнеться у 2016 році. У квітні 2016 року було підтверджено, що це буде останній сезон серіалу, і до нього увійдуть лише 7 серій.
Критики схвально відгукувались про серіал, деякі з них особливо відзначили гру Стівена Менґана, Темзін Ґреґ та Леблана. За свою гру останнього було номіновано на 4 прайм-тайм премії Еммі та нагороджено премією Золотий Глобус у номінації "Найкращий актор – Комедійний або музичний телесеріал".

## Передумови
Після того, як щаслива пара Шон (Стівен Менґан) та Беверлі (Темзін Ґреґ) Лінкольни здобувають чергову премію БАФТА за їхній успішний британський ситком, Хлопці Лімана, їх переконують переїхати у Голівуд і створити римейк серіалу для американської аудиторії. На жаль, компанія починає вносити зміни та тисне на пару, аби ті дали головну роль Метові Леблану.
З часом формується складний трикутник, де Шон товаришує з Метом, а Беверлі не задоволена останнім. Постійні зміни сценарію починають загрожувати існуванню шоу, а інші складнощі призводять до проблем у подруньому житті Шона та Беверлі.

## Виробництво
Хоча більшість подій серіалу відбуваються у Лос-Анджелесі, зйомки проходили здебільшого у Великій Британії, включно з розкішним маєтком Апдаун Корт, в якому мешкали Беверлі та Шон, і лише деякі уривки було зроблено у США.

## Акторський склад та персонажі

### Головні актори
- Метт Леблан у ролі Метта Леблана – у вигаданій версії себе. Метт – багатий, чарівний, але зарозумілий актор, який заради великого гонорару погодився зіграти головну роль тренера Лімана в американській адаптації ситкому Беверлі та Шона. Між ним та Шоном виникають дружні стосунки, в той час, як Беверлі налаштована прохолодно та вороже, проте лише до моменту, коли, після аварії за участі їхніх двох автівок, вони опиняються разом у ліжку. У другому сезоні Метт пірнає в стосунки з Джеймі (Женев'єва О'Рейлі), дружиною керівника каналу Марка Лапідуса (Джон Панков) та має одноразову інтрижку зі своєю фанаткою-переслідувачкою Лейбією (Софі Рандл). Хоча Метт є начебто старим другом Мерка, вони таємно недолюблюють один одного. Метт має двох синів, які більшість часу проводять зі своєю мамою Даян (Фіона Ґласкотт), з якою у Метта хоч і мінливі, проте турботливі стосунки. У третьому сезоні Метт і Джеймі починають зустрічатись відкрито, після того, як вона розходиться зі своїм чоловіком. Ендрю, конкурент Шона та Беверлі, намагається переманити Метта до себе, запропонувавши йому головну роль у пілотному проєкті NBC, але Шайби продовжують ще на шість серій.
- Темзін Ґреґ у ролі Беверлі Лінкольн – одна з двох засновників творчої команди за лаштунками серіалу Хлопці Лімана, в центрі якого був нуднуватий керівник школи-інтернату. Беверлі перебирається до Голівуду зі своїм чоловіком, щоб адаптувати їхнє шоу для американської аудиторії, але зовсім згодом стаґ приголомшеною новою справою. Впродовж першого сезону Беверлі запевняє себе, що Шону подобається головна акторка серіалу, Монінг Рендолф (Мірша Монро), кульмінацією чого стає те, що вона зі злості вирішує переспати з Меттом. У другому сезоні Беверлі підтримує ділові, проте незграбні стосунки з Шоном та Меттом, хоча їхні стосунки стануть кращими в наступних серіях. На відміну від Шона, Беверлі важко в Голівуді; єдиною подругою в неї є Керол Ренс (Кейтлін Роуз Перкінс), з якою вони часто бігають підтюпцем та курять траву. Згодом вона починає стосунки з Джоном (Джеймс Пюрфой), братом Монінг, проте дуже швидко пориває з ним, усвідомивши, що досі кохає Шона, після чого вони сходяться. У третьому сезоні, Ейлін Джафі намагається заснувати нове шоу на базі свого та Шонового сценаріїв для іншої телемережі, але Беверлі відмовляється, і вони з Шоном повертаються до Англії. Коли стає відомо, що Шайби продовжать, пара змушена повернутись до Америки, на що неохоче, але все ж погоджується Беверлі.
- Стівен Менґан у ролі Шона Лінкольна – британський телепродюсер, що досяг успіху з комедійним телесеріалом Хлопці Лімана, який вони з дружиною Беверлі створили разом. Після їхнього переїзду до Голівуду для адаптації шоу, їхні стосунки псуються через його прихильність до Монінг та інтрижку Беверлі з Меттом. Шон починає необтяжливі стосунки з Монінг у другому сезоні, але повертається до Беверлі в його останній серії. У третьому сезоні Шон піднесений тим, що Елейн Джеффі намагається перетворити його сценарій на шоу, але згодом усвідомлює, що Беверлі зовсім не зацікавлена в цьому. Після довгоочікуваного повернення у Лондон, їх знову кличуть назад у Голівуд, коли Шайби вирішують продовжити. Стривожений їхньою фінансовою ситуацією, Шон погоджується на початок переговорів з Елейн стосовно втілення його сценарію у шоу.
- Джон Панков у ролі Мерка Лапідуса – президент телемережі, це він запросив Беверлі та Шона до Америки, а потім ще й доклався до перетворення їхнього ситкому у плоский продукт. Мерк – дволика особистість, постійно говорить парі одне, а своїй маркетинговій команді насправді зовсім інше, про що вони дізнаються через їхню подругу Керол. Мерк одружений з Джеймі, яка є незрячою, і часто її зраджує. Найтривалішою інтрижкою були його стосунки з Керол, яка була зачарована ним відколи вони вперше переспали 5 років тому. Наприкінці другого сезону він отримує нагороду "Людина року", дізнається, що дружина зраджує його з Меттом, його залишає Керол, а компанія, на яку він працював, звільнює з роботи за те, що він продав найбільший комедійний хіт конкурентам, в той час, як його власні шоу пасуть задніх у рейтингах. Сезон закінчується тим, що він, втративши все, що мав, стоїть під дощем. У третьому сезоні Мерк проходить через процес розлучення з Джеймі. У останньому сезоні він дізнається, що Беверлі і Шон будуть робити пілотний проект для NBC, і передає цю інформацію Еліоту Селеду, що завдає певних проблем їм та Метту.
- Кейтлін Роуз Перкінз у ролі Керол Ренс – програмний керівник телемережі[7]. Вона - дівчинка на побігеньках у Мерка, хоча складає враження значно компетентнішої від нього. Протягом останній п'яти років вони з Мерком перебувають в таємних стосунках, причому вона кохає його значно сильніше, аніж він її. Керол така ж дволика та невідверта, як і він, проте є більш приязною з Беверлі та Шоном і визнає, що все ще вірить в успіх Шайб. Вони з Беверлі стають добрими друзями і часто вдвох курять траву, або бігають підтюпцем. Її відданість Мерку заважає їй стати на його посаду після його звільнення наприкінці 2 сезону. У третьому сезоні вона спить зі своїм новим босом Кастором Сотто, який є емоційно нестабільною особою. Керол засмучується, коли бачить Шона за обідом з Ейлін Джеффі, і вирішує, що він з Беверлі роблять справи за її спиною. Беверіл переконує її, що це не так, і що вона радше повернулася б назад у Велику Британію. Після того, як Кастора звільнили за його божевільні вибрики, Керол змушена працювати на Гелен Баш, колишню дружину її першого боса, з яким вона теж мала інтрижку. Після того, як Керол переконує Шона з Беверлі показати їхній сценарій телемережі, вона спить з ще й Гелен.
- Мірша Монро у ролі Монінг Рендолф – головна акторка телесеріалу Шайби, де грає протилежного тренеру персонажа бібліотекарки. Постійним предметом чуток та обговорень за лаштунками є її вік, який, через численні поастичні втручання, є значно більшим, аніж вона виглядає. Між нею та Шоном існує невловиме тяжіння у першому сезоні, що виливається у стосунки в другому сезоні, що базуються в основному на сексі. Беверлі недолюблює Монінг, проте їм вдається встановити ділові стосунки. Коли у третьому сезоні Мен каже їй, що хоче піти з серіалу, вона пропонує Шонові з Беверлі дати її персонажеві тренувати хокейну команду замість нього. Вона сердиться, коли дізнається, що її донька Дон, яку від народження представляють як її сестру, спить з Меттом.

### Періодичні актори
- Женев'єва О'Рейлі у ролі Джеймі Лапідус (1-3 сезони) – незряча дружина Мерка. Заводить романтичні стосунки з Меттом у другому сезоні і йде від Мерка у третьому. Пориває з Меттом, коли дізнається, що він її зрадив.
- Кріс Діамантопулос у ролі Кастора Соло (3-4 сезони) – керівник нової телемережі. Наймає Мерка після того, як його звільнили з попередньої посади.
- Андреа Саваж у ролі Гелен Баш (4 сезон) – новий керівник мережі після звільнення Кастора.
- Джозеф Мей в ролі Енді Баттона (1-4 сезони) – керівник кастингу телемережі. У першому сезоні його звільнив Мерк за те, що Енді сподобалось шоу про песика, що розмовляє. Після погроз подати в суд його наймають знову у другому сезоні.
- Дейзі Хаґґард у ролі Міри Ліхт (1-4 сезони) – керівник комедійного відділу компанії.
- Олівер К'єран-Джонс у ролі Ендрю Лезлі (1-4 сезони) – колишній помічник Шона та Беверлі. Він дратує їх через свою несподівану успішність як сценариста.
- Фіона Флескотт у ролі Даян (1-4 сезони) – колишня дружина Метта, часто на нього сердиться та погрожує обмежити його візити до дітей, коли дізнається, що той контактував зі своєю переслідувачкою Ліндою.
- Софі Рандл у ролі Лінди (2-3 сезони) – переслідувачка Метта ще з часів транслювання серіалу Друзі.
- Найджел Пленер у ролі Сенфорда Шаміро (2-4 сезони) – юрист Метта, якому часто доводиться розгрібати наслідки його вибриків.
- Роджер Барт у ролі Джейсона (3-4 сезони) – агент Метта. Вільям Гоуп теж грав його агента у першому сезоні).
- Трейсі Спірідакос у ролі Дон (3 сезон) – донька Монінг.
- Джеймс Пюрфой у ролі Роба Рендолфа (2 сезон) – молодший брат Монінг, з яким Беверлі мала нетривалі стосунки.

## Нагороди та номінації
| Рік  | Асоціація                      | Категорія                                            | Номінанти                                            |
| ---- | ------------------------------ | ---------------------------------------------------- | ---------------------------------------------------- |
| 2011 | Прайм-тайм премія «Еммі»       | Видатний головний актор комедійного серіалу          | Метт Леблан (серія: "Політ")                         |
| 2011 | Прайм-тайм премія «Еммі»       | Видатний автор комедійного серіалу                   | Девід Крейн і Джефрі Кларік (серія: "Політ")         |
| 2011 | Прайм-тайм премія «Еммі»       | Видатна головна музична тема                         | Марк Томас                                           |
| 2011 | Премія Сателайт                | Найкращий актор – Комедійний або музичний телесеріал | Метт Леблан                                          |
| 2011 | Премія Сателайт                | Найкращий комедійний або музичний телесеріал         |                                                      |
| 2012 | Золотий Глобус                 | Найкращий актор – Комедійний або музичний телесеріал | Метт Леблан                                          |
| 2012 | Золотий Глобус                 | Найкращий комедійний або музичний телесеріал         |                                                      |
| 2012 | Премія Гільдії сценаристів США | Телебачення: Новий серіал                            | Девід Крейн і Джефрі Кларік                          |
| 2013 | Премія BAFTA                   | Найкращий ситком                                     | Девід Крейн, Джефрі Кларік, Джиммі Малвіл            |
| 2013 | Золотий Глобус                 | Найкращий актор – Комедійний або музичний телесеріал | Метт Леблан                                          |
| 2013 | Золотий Глобус                 | Найкращий комедійний або музичний телесеріал         |                                                      |
| 2013 | Прайм-тайм премія «Еммі»       | Видатний головний актор комедійного серіалу          | Метт Леблан (серія: "Інтрижка")                      |
| 2013 | Прайм-тайм премія «Еммі»       | Видатний автор комедійного серіалу                   | Девід Крейн і Джефрі Кларік (серія: "Нагорода")      |
| 2013 | Премія Гільдії сценаристів США | Телебачення: комедійний серіал                       | Девід Крейн і Джефрі Кларік (серія: "Нагорода")      |
| 2014 | Прайм-тайм премія «Еммі»       | Видатний головний актор комедійного серіалу          | Метт Леблан (серія: "Шоста серія")                   |
| 2014 | Прайм-тайм премія «Еммі»       | Видатний автор комедійного серіалу                   | Девід Крейн і Джефрі Кларік (серія: "П'ята серія")   |
| 2014 | Прайм-тайм премія «Еммі»       | Видатне режисування комедійного серіалу              | Аян Б. Макдоналд (серія: "Дев'ята серія")            |
| 2015 | Прайм-тайм премія «Еммі»       | Видатний головний актор комедійного серіалу          | Метт Леблан (серія: "П'ята серія")                   |
| 2015 | Прайм-тайм премія «Еммі»       | Видатний автор комедійного серіалу                   | Девід Крейн і Джефрі Кларік (серія: "Дев'ята серія") |

## Список джерел
1. ↑  "Biggest Sunday Ever on Showtime!. Архів оригіналу за 14 червня 2020. Процитовано 3 серпня 2016.
2. ↑  'Episodes' Renewed for Nine Episode Season Five by Showtime. TV by the Numbers. 10 червня 2015. Архів оригіналу за 12 червня 2015. Процитовано 10 червня 2015.
3. ↑  Harp, Justin (11 квітня 2016). Episodes is axed: Matt LeBlanc's sitcom is ending with season 5. Digital Spy. Архів оригіналу за 14 квітня 2016. Процитовано 11 квітня 2016.
4. ↑  Episodes Review Season 2. metacritic.com. CBS Interactive INC. Архів оригіналу за 29 квітня 2014. Процитовано 4 червня 2014.
5. ↑  Episodes Season 1 Metacritic Reviews. CBS. Interactive Inc. Архів оригіналу за 19 вересня 2013. Процитовано 29 грудня 2013.
6. ↑  Gay, Verne. 'Episodes' review: Matt LeBlanc's a star. Newsday. Архів оригіналу за 31 грудня 2013. Процитовано 29 грудня 2013.
7. ↑  Episodes Season 1: Everyone's Best Friend - Kathleen Rose Perkins. Архів оригіналу за 10 червня 2016. Процитовано 4 серпня 2016.

## Зовнішні посилання
- Серії на IMDB
- Серії [Архівовано 18 липня 2016 у Wayback Machine.] на British Comedy Guide